# Estadi El Alcoraz

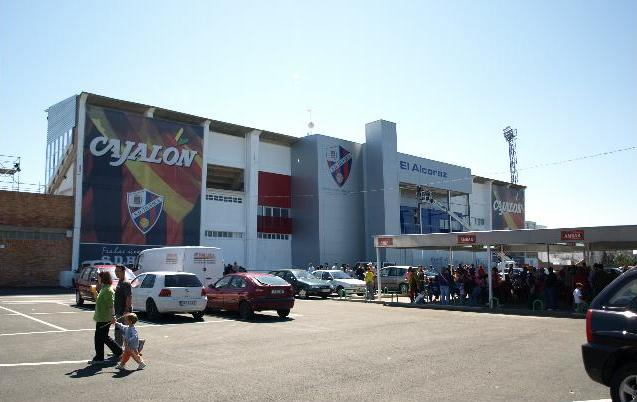
Exterior de l'estadi El Alcoraz

El Alcoraz és un estadi de futbol situat a la ciutat d'Osca, a l'Aragó, on juga la Sociedad Deportiva Huesca, que competeix actualment a la Segona Divisió espanyola, després d'haver passat per primera divisió.
Deu el seu nom a la batalla d'Alcoraz, que va tenir lloc en els seus voltants cap a l'any 1096 i després de la qual la ciutat d'Osca (llavors, Wasqa, en estar dominada pels musulmans) va ser annexionada al regne d'Aragó. Segons la llegenda, la batalla va caure del costat aragonès per la miraculosa aparició de Sant Jordi. Està situat al costat del cerro de San Jorge i té una capacitat de 7.638 persones. Va ser inaugurat el 16 de gener de 1972, amb un partit entre la SD Huesca i el Deportivo Aragon. L'arquitecte Raimundo Bambó va ser l'encarregat de dissenyar i aixecar l'estadi –sense cobrar per la seva tasca– gràcies a l'obstinació de José María Mur, president del club en aquells dies, i que va ser el principal impulsor d'un projecte que va durar 4 anys. L'estadi va tenir un cost pròxim als 15 milions de pessetes (uns 90.000 euros).
En 1986, amb el club acuitat pels deutes, el camp va sortir a subhasta i uns 200 directius i afeccionats del club es van unir per a formar una societat que va guanyar la subhasta, rescatant així el camp de l'embargament del banc. Posteriorment, una assemblea va establir les bases perquè l'SD Huesca fos l'única entitat beneficiaria del camp en el futur. El club és un dels pocs clubs de LaLiga que compta amb la propietat del seu estadi.
En la temporada 2008/2009, després de l'ascens de la SD Huesca a Segona Divisió, es van escometre reformes importants que van incloure l'ampliació i reforma de la tribuna central, l'edificació de la coberta en la graderia de general, sala vip, llotja presidencial, sala de premsa, vestuaris, oficines i banquetes. Després de l'ascens de l'equip a la màxima categoria al maig de 2018, l'estadi va ser reformat gairebé íntegrament per a adaptar-se a les necessitats de la Primera Divisió. La reforma, a més de les graderies, inclou llotges d'autoritats i espais VIP, sala de premsa, zona mixta, condícies, bars o aparcaments. Amb aquesta nova reforma, l'estadi va passar d'una mica menys de 5.500 seients fins a les 7.638 localitats actuals.
El Alcoraz sempre es va caracteritzar per l'excel·lent estat de la seva gespa, la qual cosa li va valer ser catalogat per la prestigiosa publicació France Football com "la cuarta millor gespa d'Europa".